# IC 2729
IC 2729 је спирална галаксија у сазвјежђу Лав која се налази на листи објеката дубоког неба у Индекс каталогу.
Деклинација објекта је + 13° 24' 33" а ректасцензија 11h 20m 6,7s. Привидна величина (магнитуда) објекта IC 2729 износи 15,4 а фотографска магнитуда 16,2.